# Игнатенко, Александр Викторович (футболист, 1993)
Александр Викторович Игнатенко (17 апреля 1993) — украинский футболист, полузащитник.

## Биография
Воспитанник днепропетровского футбола. В 2010 году присоединился к молодёжному составу луганской «Зари» и за следующие четыре сезона провёл в первенстве дублёров 67 матчей, забив один гол. За основной состав «Зари» так и не сыграл. После короткого периода выступлений на любительском уровне, весной 2015 года присоединился к команде первой лиги «Сумы», где за два с половиной сезона сыграл 45 матчей, забив один гол.
Осенью 2017 года впервые перешёл в заграничный клуб — грузинский «Зугдиди», в его составе сыграл 17 матчей в первой лиге Грузии, а его команда заняла последнее место в таблице. В 2018 году выступал в высшей лиге Кыргызстана за «Нефтчи» (Кочкор-Ата). Автором первого гола стал 12 апреля 2018 года в матче против «Илбирса», а всего за сезон забил два гола. В киргизском клубе провёл три сезона, по окончании 2020 года завершил игровую карьеру.